# リープカード
TFIリープカード（英語: TFI Leap Card）は、 アイルランド交通局（TFI）が発行し、発売しているICカード乗車券。 

## 概要
2011年発行当初は、ルアス、アイルランド国鉄（DARTも含む）とダブリンバスを中心にダブリン都市圏限定で導入されたが、現在はコーク都市圏、リムリック、ゴールウェイなどにも拡大している。リープカードは当初、片道運賃のみのICカードとして提供されていた。2014年5月以降、週額、月額、および年額の自動チャージ機能が追加された。アイルランド国家交通局（NTA）によると、2017年9月には、利用者が約250万人を達した。リープカードは、ダブリン公共交通機関向けの統合発券計画の一環として、アイルランド鉄道調達庁とアイルランド国家交通局による長年の取り組みの結果である。運賃は通常、現金運賃と比較し、割引される。最低チャージ金額は5ユーロである。
現在、リープカードは以下の種類を発行している：
- 大人料金 
  - 無記名式リープカード
  - 記名式リープカード
- 小人料金 
  - 無記名式こどもリープカード（5歳 - 15歳）
  - 記名式こどもリープカード（5歳 - 15歳）
  - 記名式こどもリープカード（16歳 - 18歳）    無記名式こどもリープカード（16歳 - 18歳）は存在しない。
- 学生料金 
  - 学生リープカード（記名式のみ）
- 観光客料金 
  - ビジターカード（24時間）
  - ビジターカード（72時間）
  - ビジターカード（1週間）

## 歴史
現在、アイルランド交通インフラストラクチャー（TIF）の一部であるアイルランド鉄道調達局は、軽便鉄道開発、地下鉄のインフラ開発、ICカードによる結合発券の開発を担当していた。20世紀の終わりに計画が始まり、当初は2004年、もしくは2005年に路面電車のルアスが運行を開始する際に統合発券ICカードを導入する予定だった。開発には、2005年に3社すべてが撤退するなど、多くの遅れと挫折があり、コストは予算をはるかに上回るものとなった。これにより、統合発券ICカード計画が白紙撤回になり、根本から見直された。2011年12月に「リープカード」が一般公開され、発行を開始した。
これに先立ち、ルアスとアイルランド国鉄（ダブリン都市圏のみ）は、それぞれ2005年と2010年に、電子財布と長期パスの両方のオプションを備えた、相互運用できない独自のICカードを発表した。さらに、ダブリンバスは2009年から長期パスICカードを提供し始めたが、電子財布は提供していなかった。現金運賃よりもわずかに安くなったが、乗換割引運賃はなかった。ルアスの停留場、鉄道駅、バス車内に設置された改札機は、リープカードとの互換性があり、リープカード導入時に交換する必要はなかった。 
リープカードは当初、現金運賃から割引のみされていた。一定期間パスを購入する機能は2013年に追加され、2014年までにはすべての節税切符（Taxsaver）が紙、または運用会社独自のICカードからリープカードに移行された。 
しかし、2019年現在、完全な統合発券は実現されていない。ダブリン都市圏は、2012年に単一運用の運賃上限が導入され、相互運用の運賃上限は2013年に導入された。2015年には、交通機関利用90分以内の各ルートで大人運賃で1ユーロ割引、小人運賃で0.75ユーロ割引の「Leap 90割引」が導入された。 
リープカードは、アイルランド公共サービスカードとして使用することもできる。高齢者や身体障害者が紙、または板紙の写真カードの無料トラベルパスと交換できる。これにより、鉄道で発行される紙の譲歩券を入手する必要がなくなり、詐欺防止が強化され、パスのキャンセルが可能となる。

## リープカードの利用
無記名式のリープカードは、消費者決済会社のペイゾーン（Payzone）、または券売機（鉄道駅、ルアス停留場）から購入できる。新規購入する場合、発行に10ユーロ、デポジット（預り金）5ユーロが購入者から徴収される。新規発行したリープカードに他のリープカードの残額を転送することは不可能だが、2014年9月30日まで、ルアス、またはアイルランド国鉄独自のICカードをリープカードに無料で交換することができた。 
リープカードのチャージ（入金）はペイゾーン販売店、ルアス停留場、またはアイルランド国鉄の発券機などで対応している。NFC対応のAndroidスマートフォンアプリからチャージ、利用履歴を表示することができる。 
リープカードの公式ウェブサイトからもチャージできるが、カードを事前にオンラインで登録する必要がある。リープカードが登録されると、利用者はオンラインで利用履歴を確認できるようになるが、カードは無記名でありながらも匿名ではなくなる。 

## 取扱事業者一覧
- ダブリンバス
- ゴーアヘッド・アイルランド
- アイルランド国鉄（DART、ダブリン都市圏、コークの通勤列車）
- バス・エールン（高速線を除く）
- アシュボーン・コネクト
- シティ・ダイレクト
- コリンズ・コーチ
- デュアルウェイ（一部の定期運行）
- JJカバナ（139番線）
- リフィー・フェリー
- マシューズ・コーチ
- ソーズ・エクスプレス
- ウェックスフォードバス

## 現在の機能
- 乗換割引：交通機関利用90分以内の各ルートで大人運賃で1ユーロ割引、小人運賃で0.75ユーロ割引の「Leap 90割引」が導入された。
- 月間および年間パス：2014年5月に、ダブリンバスのチケットはすべてリープカードに移行された。また、ルアスの年間パスと月間節税切符（Taxsaver）もリープカードに移行された。
- 学生と小人運賃。2014年8月1日から、16歳から18歳専用の記名式の「こどもリープカード」を発行している。記名式の「こどもリープカード」には有効期限があり（満19歳に達する日まで有効）、期限が過ぎると使用できなくなる。4歳から15歳までは、無記名式の「こどもリープカード」が使用できる。

## 技術詳細
リープカードは非接触型ICカード技術である、「RFID」を採用している。ルアス独自のICカードとアイルランド国鉄独自のICカードでは、「MIFARE」が採用されていた。MIFAREのセキュリティ上の懸念から、設計会社であるNXPセミコンダクターズは、より優れた暗号化方式を使用するRFIDカードを開発した。ダブリンバスで使用される改札機（バスドライバー改札機とバス無人改札機）はMIFARE/NXPによって製造され、ルアス停留場と鉄道駅に設置されている簡易改札機もMIFAREによって製造されている。 
リープカードはMIFARE DESFire EV1を採用している。以前までは、ダブリン都市圏のRFID切符はMIFARE Ultralight（タイプA（ISO/IEC 14443タイプA））を採用しており、アイルランド国鉄独自のICカードはMIFARE Classic 1kを採用していた。 
リープカードの実現費用は、5500万ユーロだったが、2011年12月の発売以来、売上高は2015年4月現在、2億6,300万ユーロに達した。 